# Leslie I. Carey
Pour les articles homonymes, voir Carey.
Leslie Irwin Carey est un ingénieur du son américain né le 3 août 1895 dans la province d'Alberta (Canada) et mort le 17 juin 1984 à Los Angeles (Californie).

## Filmographie
- 1950 : Kansas en feu de Ray Enright

## Distinctions
Oscar du meilleur mixage de son, en tant que directeur du département Son des studios Universal

### Récompenses
- en 1955 pour Romance inachevée (The Glenn Miller Story) d'Anthony Mann

### Nominations
- en 1950 pour Once More, My Darling de Robert Montgomery
- en 1951 pour Louisa d'Alexander Hall
- en 1952 pour La Nouvelle Aurore (Bright Victory) de Mark Robson
- en 1954 pour Le Gentilhomme de la Louisiane (The Mississippi Gambler) de Rudolph Maté
- en 1959 pour Le Temps d'aimer et le Temps de mourir (A Time to Love and a Time to Die) de Douglas Sirk